# 文化多様性
文化多様性（ぶんかたようせい、英語：cultural diversity）は、文化の多様性を示す概念。各地の固有の文化や多文化主義をグローバル化から守ることに主眼を置く。2005年には、ユネスコの総会で「文化的表現の多様性の保護と促進に関する条約（文化多様性条約）」が採択された。